# Manuel Aaron
Manuel Aaron (* 30. prosince 1935, Toungoo, Barma) je indický šachista. Sedminásobný mistr Indie od roku 1959. V roce 1961 se stal mezinárodním mistrem a byl zároveň prvním Indem, který získal tento titul. V roce 1962 hrál mezipásmový turnaj ve Stockholmu. Skončil poslední, ale podařilo se mu porazit významné šachisty Lajose Portische a Wolfganga Uhlmanna 